# Democrazia Proletaria
Democrazia Proletaria (DP) è stato un partito politico italiano di sinistra radicale, nato nel 1975 come coalizione elettorale e scioltosi nel 1991.

## Le radici del nome
Nel giugno 1912, durante la discussione della nuova legge elettorale (che allargava la base elettorale a tutti i cittadini maschi maggiori di 30 anni, senza limiti di censo), il senatore del Regno d'Italia, barone Raffaele Garofalo, nominato dal Re, prese la parola contro quella che definì la "democrazia proletaria" che la legge avrebbe creato, dando il diritto di voto a ignoranti, campagnoli, genti delle classi infime e criminali. Giovanni Giolitti, capo del governo e fautore della legge, lo interruppe, ricordandogli: "Ma i condannati sono esclusi". E Garofalo, imperterrito, rispose: "I condannati sono una minima parte della grande massa di delinquenti".

## Storia

### Cartello elettorale (1975-1978)

Manifestazione di Democrazia Proletaria nel settembre 1977

Nel 1975, i principali collettivi ed organizzazioni politiche della sinistra extraparlamentare italiana - il Partito di Unità Proletaria per il Comunismo (PdUP per il comunismo), il Movimento Studentesco che diventò Movimento Lavoratori per il Socialismo e Avanguardia Operaia (AO) -, decisero di rivedere alla radice ciò che fino ad allora aveva caratterizzato l'essenza della loro azione politica, cioè il rifiuto categorico delle strutture istituzionali - come ad esempio il parlamento - quale piattaforma politica per il mutamento rivoluzionario della società, andando a promuovere dunque, in occasione delle elezioni regionali di quell'anno, un cartello elettorale chiamato appunto Democrazia Proletaria, a cui aderirono poi, in sede locale, anche altre formazioni minori, come l'Organizzazione Comunista marxista-leninista, i Gruppi Comunisti Rivoluzionari (che cambieranno nome in Lega Comunista Rivoluzionaria IV Internazionale nel 1979) e la Lega dei Comunisti, quest'ultima un residuo oramai de Il potere operaio pisano.
Nel 1976 s'aggiunse poi a questa coalizione anche Lotta Continua e, quasi in contemporanea, s'ebbero delle divisioni all'interno del PdUP in merito alla scelta del perseguire o meno l'evoluzione in senso parlamentare del proprio effettivo, organizzate grossomodo tra due schieramenti interni di favorevoli e di contrari a tutto ciò, e ricomposti poi per non dividere ulteriormente l'alleanza della sinistra.
DP presentò poi delle liste proprie alle elezioni politiche del 1976, ottenendo l'1,5% dei voti. Vennero eletti sei deputati: tre del PdUP (Lucio Magri, Eliseo Milani e Luciana Castellina), uno di LC (Mimmo Pinto) e due di AO (Massimo Gorla e Silverio Corvisieri). Vittorio Foa (PdUP), che era stato eletto nelle circoscrizioni di Torino e Napoli, rinunciò all'ultimo al proprio seggio, facendo subentrare dunque Corvisieri e Pinto.

### Costituente (1978)
Il 13 aprile 1978, DP divenne un partito vero e proprio. L'atto con il quale si procedette alla registrazione del simbolo ed alla costituzione del partito fu sottoscritto da Francesco Bottaccioli, Franco Calamida, Massimo Gorla, Stefano Facchi, Romano Luperini, Emilio Molinari e Franco Russo. Nell'effettivo del neonato partito, confluirono l'ala minoritaria del PdUP per il Comunismo - rappresentata dagli esponenti della corrente di sinistra interna del vecchio PSIUP Vittorio Foa e Silvano Miniati e dagli ex MPL Giovanni Russo Spena e Domenico Jervolino, oltreché dalle cosiddette "Federazioni unitarie" e dall'area sindacale di Elio Giovannini, Antonio Lettieri e Gastone Sclavi -, la maggioranza di Avanguardia Operaia, capeggiata da Massimo Gorla, Silverio Corvisieri e Luigi Vinci, e la Lega dei Comunisti, facente invece capo a Romano Luperini.

### Nuova Sinistra Unita (1979)

Logo di Nuova Sinistra Unita

In concomitanza poi delle elezioni politiche del 1979, DP divenne il nucleo di una lista elettorale comune promossa dal grosso della Nuova Sinistra italiana (eccezion fatta per il resto del PdUP per il Comunismo, propenso maggiormente a ricercare - pur criticamente - l'unità d'azione col PCI), comprendente anche i membri fuoriusciti di Lotta Continua, denominata per l'appunto Nuova Sinistra Unita (NSU). Ma mentre il PdUP per il Comunismo, da solo, riuscì con l'1,4% dei voti a far eleggere almeno sei deputati, NSU riuscì a conquistare soltanto lo 0,8% dei voti, e di conseguenza non conquistando seggio alcuno, causando dunque una certa demoralizzazione un po' in tutta la coalizione, solo in parte recuperata nel giugno dello stesso anno grazie all'elezione ad europarlamentare di Mario Capanna ed alle elezioni amministrative dell'anno successivo, che sancirono l'ingresso di loro rappresentanti nei principali consigli regionali, provinciali e comunali del Paese.

### Anni '80
Alle elezioni politiche del 1983, Democrazia Proletaria ottenne 542 039 voti, corrispondenti all'1,47%. Il partito guadagnò pertanto sette seggi alla Camera dei deputati e si collocò all'opposizione del primo governo Craxi.
In occasione poi delle elezioni politiche del 1987, Democrazia Proletaria ottenne 642 161 voti, corrispondenti all'1,66%, ed otto seggi alla Camera, mostrando un forte radicamento in diverse centri del Trentino e della provincia di Milano (Riva del Garda 5,6%, Inzago 5,5% ecc.). Per la prima volta riuscì ad ottenere pure un seggio al Senato, ricevendo 493 667 voti (1,52%).
Nel 1987, Capanna rassegnò le dimissioni e Giovanni Russo Spena gli succedette alla carica di segretario nazionale.

### Iniziative legislative e referendarie
Nel 1981 Democrazia Proletaria raccolse le firme per ben due referendum abrogativi.
Uno mirava ad estendere le tutele previste dallo Statuto dei Lavoratori a tutte le categorie lavorative escluse dai termini dello stesso, ma fu dichiarato inammissibile dalla Corte Costituzionale, mentre il secondo, che mirava ad abrogare la norma che escludeva la contingenza dal calcolo della liquidazione a partire dal 1º febbraio 1977, fu invece ammesso, ma non si svolse mai poiché una legge approvata dopo la sentenza della Consulta (legge 297/1982) abrogò la norma contestata.
Nel 1984 raccolse le firme per tre leggi d'iniziativa popolare. La prima mirava a dare ai cittadini il diritto d'esprimersi su temi come l'installazione di missili, la seconda a garantire il diritto alla casa come l'introduzioni di normative quali la "giusta causa negli sfratti" e la terza a garantire maggiore equità fiscale ai lavoratori, mediante la sostituzione della detrazione fissa sull'imposta con detrazioni documentate delle spese essenziali dall’imponibile.
Nel 1986 Democrazia Proletaria raccolse le firme per i tre referendum antinuclearisti promossi anche dal Partito Radicale per l'anno successivo, il cui successo portò all'abbandono del nucleare in Italia.
Nel 1989 promosse individualmente tre referendum per estendere le tutele previste dall'Articolo 18 dello Statuto dei Lavoratori anche ai lavoratori delle aziende con meno di 16 dipendenti, abolire il finanziamento pubblico ai partiti e far pagare i danni alle imprese che inquinano senza però arrivare al voto popolare, mentre con PCI, PSI, Verdi, Radicali, Sinistra Indipendente e associazioni ambientaliste raccolse le firme per tre referendum contro la caccia e l'utilizzo dei pesticidi nell'agricoltura che però non raggiunsero il quorum.

### Scioglimento di DP (1991)
Durante lo svolgimento del VI Congresso, che si tenne a Riva del Garda nel maggio 1988, s'evidenziò l'esistenza d'una consistente corrente interna ecosocialista, che spingeva sempre più per la costituzione di un soggetto politico rosso-verde. La situazione si rese evidente in occasione delle elezioni europee del giugno del 1989: numerosi dirigenti di DP fecero campagna elettorale per la lista Verdi Arcobaleno per l'Europa, che ottenne il 2,39%, eleggendo dunque Ronchi.
La lista di DP ottenne invece l'1,29%, riuscendo pertanto ad eleggere al Parlamento Europeo Eugenio Melandri.
Subito dopo le elezioni europee, la corrente più spiccatamente ambientalista decise di lasciare Democrazia Proletaria e di formare di conseguenza un nuovo soggetto politico, i Verdi Arcobaleno. La scissione coinvolse anche alcuni deputati e un senatore demoproletari, con il risultato che DP si ritrovò con solo quattro deputati.
Dopo il crollo del Muro di Berlino nel 1989, DP, come altre formazioni della sinistra radicale e dell'estrema sinistra - italiane e non -, entrò in crisi profonda, in maniera non dissimile da quella del PCI. Ma, mentre quest'ultimo decise però d'abbandonare l'ideologia comunista per avvicinarsi a quella socialdemocratica e socialiberista, DP scelse di diventare invece un punto di riferimento per tutti coloro che rimanevano legati all'ideale comunista. 
Cominciò così un serratissimo confronto politico con quella frangia del PCI (composta perlopiù da Cossuttiani e Ingraiani) che, contraria alla cosiddetta svolta della Bolognina (che di fatto porterà alla dissoluzione vera e propria del Partito), s'era organizzata nel Movimento per la Rifondazione Comunista (MRC).
Il 9 giugno 1991 si tenne a Riccione dunque l'VIII - ed ultimo - congresso di Democrazia Proletaria, in cui fu deliberato lo scioglimento del partito e, constatata dunque la convergenza d'interessi comuni, anche la confluenza immediata nelle file del MRC, in maniera tale da poter incidere da principio sul profilo politico del partito nascente, affinché non si riallacciasse a quello del PCI storico. Da tal unione pertanto venne alla luce il Partito della Rifondazione Comunista (PRC).

### L'eredità demoproletaria
In concomitanza del III congresso nazionale del PRC, nel dicembre 1996, una componente guidata da Paolo Ferrero, composta perlopiù dalla vecchia maggioranza movimentista di DP, passò da quella che era la sua collocazione consueta di corrente minoritaria di sinistra interna, denominata "mozione 2", al confluire alla corrente maggioranza dell'allora segretario Fausto Bertinotti.
La vecchia componente poi dei LCR legata a Livio Maitan, denominata "Bandiera Rossa", sostenne anch'essa la maggioranza dal 1998 - pur mantenendo una sua autonomia critica -, mentre la corrente, anch'essa LCR, facente capo a Marco Ferrando e Franco Grisolia, denominata "Proposta", ha costituito da sempre una minoranza di sinistra interna.
Nel congresso del PRC del 2005, gli ex-dirigenti di provenienza DP risultavano così divisi: nella corrente di Bertinotti, "L'alternativa di società" (l'ex-segretario Russo Spena, il filosofo direttore della rivista Alternative Jervolino, il parlamentare europeo Vinci, il futuro ministro della solidarietà sociale Paolo Ferrero, il responsabile del Dipartimento Pace e Movimenti Altermondialisti Alfio Nicotra e altri), quella di "Progetto Comunista", in precedenza "Proposta" (Ferrando e Grisolia) e quella di "Sinistra Critica" o "Erre", prima "Bandiera Rossa" (leader Luigi Malabarba e Franco Turigliatto).
Gian Paolo Patta, sindacalista del partito, lasciò Rifondazione e la politica attiva dopo il 1998, per dedicarsi alla guida di un'area della CGIL ("Lavoro Società - Cambiare Rotta"), sebbene abbia espresso più volte la propria vicinanza al PdCI, sorto proprio come la vecchia componente cossuttiana, facente capo ad Oliviero Diliberto, Marco Rizzo e pure lo stesso Armando Cossutta, fuoriuscita da Rifondazione. Elio Veltri è stato membro invece dei Democratici di Sinistra, così come Marida Bolognesi ed Edoardo Ronchi, mentre Rino Piscitello è passato in Democrazia è Libertà - La Margherita.
A seguito delle elezioni politiche del 2006, all'interno del governo Prodi II Ferrero ricoprì la carica di Ministro alla Solidarietà Sociale, Patta quella di sottosegretario alla sanità e Russo Spena era invece presidente dei senatori del PRC. Ferrando e Grisolia hanno invece dato vita al movimento costitutivo del Partito Comunista dei Lavoratori. Mentre Turigliatto e Malabarba, nel 2007, dettero vita a Sinistra Critica, che si pose all'opposizione del Governo Prodi II.

## Organizzazione politica e ideologia
DP si autodefiniva il piccolo partito dalle grandi ragioni. La sua strategia politica consisteva nel presentarsi come un partito contrario a ogni compromesso, nel differenziarsi dal Partito Comunista Italiano (che sottoponeva a costante critica, come accadde nel caso del compromesso storico) e nel coniugare cultura marxista e difesa dell'ambiente.
Al suo interno, accomunati dalla comune critica sia al modello socialista dell'URSS che a quello del PCI – considerato più vicino alla socialdemocrazia –, convivevano marxisti-leninisti, cattolici progressisti, trotskisti, ma anche ecologisti, femministe e pacifisti. DP sostenne anche iniziative quali l'uscita dell'Italia dalla NATO, il disarmo unilaterale, la legalizzazione delle droghe leggere e l'opposizione all'utilizzo (sia civile che militare) dell'energia nucleare.
Ad essa erano legate molte radio democratiche nate sull'onda del movimento del 1968 e del 1977 e molti sindacati di base (come i CUB, l'Unione inquilini, i COBAS). Legati a DP erano anche una corrente minoritaria della CGIL (Democrazia Consiliare) e molti militanti della CISL (il cui segretario lombardo Pippo Torri venne eletto consigliere regionale) e della FIM (il cui segretario Alberto Tridente divenne europarlamentare).
Significativo il fatto che DP riconoscesse le regioni a statuto speciale presenti in Italia e pertanto a DP Sarda, DP del Trentino e dell'Alto Adige e DP del Friuli Venezia Giulia venisse riconosciuta piena autonomia politico-organizzativa, con tanto di segreteria nazionale. Vi furono pure intese elettorali locali con il Movimento Autonomista Occitano (MAO).
Nel 1978 fu anche assassinato dalla mafia Peppino Impastato, simbolo della lotta alla mafia, candidatosi nel 1978 come consigliere comunale del suo paese, Cinisi (PA) nelle liste di Democrazia Proletaria.
Pur mantenendo la sua autonomia, DP preferì anche il dialogo con partiti (PCI) e sindacati (CGIL) della sinistra tradizionale, rifiutando nettamente la strategia terroristica delle Brigate Rosse. Inoltre fu sempre presente in importanti forme di lotta quali l'opposizione alla 'FilosoFIAT' (critica al modello di sviluppo rappresentato dalla FIAT), in una manifestazione-concerto dell'87 a Milano, a cui presero parte Paolo Rossi ed Enzo Jannacci.
Durante gli anni '80 DP contrastò con veemenza la politica del Pentapartito, condannando particolarmente quella portata avanti dal PSI di Bettino Craxi.
Il massimo livello di attenzione politica probabilmente fu raggiunto dal V congresso nazionale, tenutosi a Palermo nel 1986.
Il famoso disegnatore e fumettista Andrea Pazienza in occasione di alcune campagne elettorali ha disegnato manifesti di sostegno per Democrazia Proletaria, caratterizzati per uno stile molto ironico e dissacrante (tra i vari è da ricordare quello raffigurante un uomo crocifisso che dice: "Io sono il ladrone che non si è pentito, e voto DP").

## La figura del segretario
All'interno di DP spiccò, come personalità carismatica, Mario Capanna, ex leader del Movimento Studentesco e uno dei leader della ribellione giovanile del 1968. Dal 1982 Capanna fu eletto coordinatore di DP, e dal 1984 ne divenne segretario.
Si dimise nel 1987, all'indomani delle elezioni politiche, quando la direzione nazionale a larga maggioranza si oppose alla sua proposta di optare per il collegio di Milano-Pavia. Capanna chiedeva infatti che il gioco delle opzioni premiasse da un lato Guido Pollice (primo dei non eletti al Senato in Lombardia), dall'altro Gaspare Nuccio (primo dei non eletti a Palermo). La direzione invece accolse parzialmente la sua proposta eleggendo senatore Pollice ma obbligando Capanna ad optare per Palermo, liberando il posto di deputato a Milano a Luigi Cipriani.
Fu così eletto all'unanimità segretario Giovanni Russo Spena. Fu il parlamentare napoletano a reggere il partito durante la scissione dei Verdi Arcobaleno capeggiati da Capanna e Ronchi (1989). Dopo la scissione si aprì una accesa competizione interna tra la componente movimentista (legata all'ecopacifismo, al femminismo e ai cristiani di base) guidata da Russo Spena e quella più dogmatica ed operaista guidata da Luigi Vinci. Russo Spena guidò il partito fino alla sua confluenza (1991) in Rifondazione Comunista.

## Le variazioni nel gruppo dirigente
Nel 1979 la maggior parte dei dirigenti ex-PSIUP (Foa, Miniati, ecc.) e quindi anche i rappresentanti della corrente sindacale abbandonarono DP, che si trovò priva delle sue figure più importanti fino ad allora.
In occasione delle elezioni europee del 1989, ebbe luogo la "Scissione Arcobaleno" degli esponenti ambientalisti e pacifisti del partito, tra cui l'ex-segretario Capanna, Edo Ronchi, Franco Russo ed Emilio Molinari: il 30 giugno dello stesso anno questi costituirono insieme ad alcuni esponenti ex-radicali una lista autonoma, quella dei Verdi Arcobaleno, ridimensionando fortemente la già ridotta rappresentanza nazionale e locale di DP.
Tuttavia, nello stesso anno il partito assorbì la Lega comunista rivoluzionaria (LCR) di Livio Maitan, emanazione della IV internazionale, e ne integrò nella propria Direzione nazionale 5 membri (Sergio D'Amia, Elettra Deiana, Roberto Firenze, Franco Grisolia e Franco Turigliatto).

## Struttura

### Segretario
- Mario Capanna (1984–1987)
- Giovanni Russo Spena (1987–1991)

### Coordinatore
- Mario Capanna (1982–1984)

## Risultati elettorali
Pur vantando il maggior numero di militanti nell'Italia settentrionale, in particolare nella federazione di Milano, il partito era radicato capillarmente su tutto il territorio nazionale e riuscì ad attirare svariati giovani, senza mai ottenere risultati elettorali particolarmente elevati. Attestatisi intorno all'1,5-1,7% delle preferenze, permisero comunque a DP l'elezione di suoi rappresentanti nel Parlamento italiano.
Alle politiche del 1983 furono eletti deputati Massimo Gorla, Guido Pollice, Franco Russo, Mario Capanna, Franco Calamida, Gianni Tamino e Edo Ronchi.
Nelle elezioni amministrative del 1985 vennero pure eletti circa 500 tra consiglieri regionali, provinciali, comunali e di circoscrizione.
In quelle del 1987 furono eletti, oltre a Capanna, Patrizia Arnaboldi, Luigi Cipriani, Franco Russo, Giovanni Russo Spena, Bianca Guidetti Serra, Gianni Tamino e Edo Ronchi; al Senato venne eletto Guido Pollice.
Al Parlamento europeo fu eletto prima Capanna (1979, 1984) e poi Alberto Tridente ed Eugenio Melandri (1989).
Le amministrative del 1990 segnarono un drastico ridimensionamento elettorale con l'elezione di consiglieri in poche regioni (Piemonte, Lombardia, Toscana e Calabria) e nelle sole città di Milano, Bologna, Venezia, Verona, Pisa e Sesto San Giovanni.
| Elezione                                                                   | Elezione     | Voti    | %    | Seggi |
| -------------------------------------------------------------------------- | ------------ | ------- | ---- | ----- |
| Politiche 1976                                                             | Camera       | 557.025 | 1,52 | 6     |
| Politiche 1976                                                             | Senato       | 78.170  | 0,25 | -     |
| Politiche 1979                                                             | Camera a     | 294.462 | 0,80 | -     |
| Politiche 1979                                                             | Senato b     | 365.954 | 1,17 | -     |
| Europee 1979                                                               | Europee 1979 | 252.342 | 0,72 | 1     |
| Politiche 1983                                                             | Camera       | 542.039 | 1,47 | 7     |
| Politiche 1983                                                             | Senato       | 327.750 | 1,05 | -     |
| Europee 1984                                                               | Europee 1984 | 506.753 | 1,44 | 1     |
| Politiche 1987                                                             | Camera       | 641.901 | 1,66 | 8     |
| Politiche 1987                                                             | Senato       | 493.667 | 1,52 | 1     |
| Europee 1989                                                               | Europee 1989 | 449.639 | 1,29 | 1     |
| a Lista Nuova Sinistra Unita b Lista Partito Radicale-Nuova Sinistra Unita |              |         |      |       |

## Iscritti
- 1978 - dati non disponibili
- 1979  – 2 500
- 1980  – 3 000
- 1981  – 3 500
- 1982  – 3 800
- 1983  – 4 235
- 1984  – 5 818
- 1985  – 6 466
- 1986  – 8 387
- 1987  – 9 153
- 1988  – 10 310
- 1989  – dato non conosciuto
- 1990  – dato non conosciuto
- 1991  – 8 453

Lo spot elettorale di Paolo Villaggio per la sua candidatura (1987)

Iscritto a Democrazia Proletaria, il comico genovese Paolo Villaggio si candidò nelle sue liste alle elezioni politiche del 1987, senza però essere eletto.
Nel 1976 anche Giacomo Poretti (componente del trio comico Aldo, Giovanni e Giacomo) è stato iscritto al partito.

## Congressi nazionali
- I congresso – Roma, 13-16 aprile 1978: La democrazia degli operai, dei giovani, delle donne per cambiare la vita trasformando la società
- II congresso – Milano, 31 gennaio-3 febbraio 1980: Lottiamo organizzati costruendo l'opposizione di classe
- III congresso – Milano, 1-4 luglio 1982: Per un'alternativa sociale e politica, per il diritto all'occupazione, per la pace, per l'uguaglianza
- IV congresso – Roma, 7-14 febbraio 1984
- V congresso – Palermo, 22-27 aprile 1986: Al bivio del duemila, idee e progetti per l'alternativa
- VI congresso – Riva del Garda (TN), 4-8 maggio 1988: La forza del progetto, il realismo dell'utopia, per la rifondazione della sinistra, per un movimento politico e sociale per l'alternativa
- VII congresso straordinario – Rimini, 7-10 dicembre 1989
- VIII congresso – Riccione (RN), 6-9 giugno 1991